# Xanten
Xanten é uma cidade da Alemanha localizada no distrito de Wesel, região administrativa de Düsseldorf, estado da Renânia do Norte-Vestfália.
Era conhecida como Colônia Úlpia Trajana durante o período romano e foi a base de várias legiões romanas na chamada Castra Vetera.
O santo padroeiro da cidade é São Vítor de Xanten, a quem foi dedicada a Catedral de Xanten.

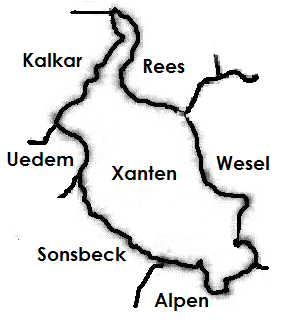
Mapa de Xanten